# 比留間英人
比留間 英人（ひるま ひでと、1951年5月16日 - ）は、日本の地方公務員。東京都中央卸売市場長、東京都港湾局長、東京都総務局長、東京臨海ホールディングス代表取締役社長、東京都教育委員会教育長、東京メトロ代表取締役副会長等を歴任した。

## 経歴
1975年3月 東京教育大学文学部卒業
1975年4月 東京都入庁
1988年 東京都教育庁副主幹（コンピューター教育開発センター派遣）
1990年 東京都総務局副主幹（調査研究）
1993年 東京都教育庁人事部勤労課長
1995年6月 東京都教育庁総務部企画室予算担当課長（統括課長）
1999年7月 保谷市助役
2001年4月 東京都教育庁参事（人権・企画担当）
2001年11月 東京都教育庁学務部長
2003年11月 東京都教育庁総務部長
2005年7月 東京都教育庁次長（東京都立中央図書館長事務取扱）。
2006年7月 東京都中央卸売市場長
2009年7月 東京都港湾局長
2010年7月 東京都総務局長
2011年10月東京臨海ホールディングス代表取締役社長兼東京港埠頭代表取締役社長
2012年7月 から東京都教育委員会教育長
2015年6月 東京地下鉄株式会社代表取締役副会長
2019年7月 東京熱供給代表取締役社長に就任し、2021年退任。